# Harkal
Harkal (arab. هرقل) – wieś w Syrii, w muhafazie Hims. W 2004 roku liczyła 489 mieszkańców.